# Blockschaltbild

Schaltung eines analogen Fernsehempfängers – dargestellt als Blockschaltbild

Ein Blockschaltbild, auch Blockschaltplan genannt, ist die vorwiegend in der Technik angewendete grafische Darstellung der Wirkungen zwischen mehreren zueinander in Wechselwirkung stehenden Bauteilen oder Baugruppen. Ein Blockschaltbild ist eine spezielle Form eines Blockdiagramms.
Im Gegensatz etwa zum elektrischen Schaltplan werden jedoch nicht konkrete Verbindungen (wie elektrische Leitungen) zwischen konkreten Bauteilen, sondern die Wirkungen zwischen den als Blöcken dargestellten Funktionseinheiten dargestellt.
Blockschaltbilder werden beispielsweise in der Elektrotechnik, der Elektronik, der Computertechnik, der Nachrichtentechnik oder in der Regelungstechnik verwendet.

## Blockschaltbilder in der Elektrotechnik
In der Elektrotechnik wird ein Übersichts-Schaltbild, das aus Funktionsblöcken und deren Verbindungen (Signale, Leitungen) sowie Ein- und Ausgangsleitungen der Gesamt-Schaltung besteht, als Blockschaltbild bezeichnet. Mit Linien werden Signale (Leitungen) dargestellt, mit geometrischen Formen (meist Rechtecken) dagegen Funktionsblöcke. Es können Bezeichnungen der einzelnen Signale und Blöcke hinzugefügt werden.
Ein Blockschaltbild zeigt die zeitunabhängige Struktur der Schaltung. Dies erleichtert die Synthese und Analyse komplexer Schaltungen. Zusätzlich werden die möglichen Wege eines Signals durch die Schaltung visualisiert. Dadurch kann der kritische Pfad einer Schaltung ermittelt werden. Jeder Block führt zu einer Verzögerung des Signals. Der kritische Pfad ist jener Weg mit der höchsten Gesamtverzögerung. Erst nach Ablauf der kritischen Zeit kann am Ausgang ein stabiles Signal gemessen werden.
Ein Blockschaltbild dient der vereinfachten und abstrahierten Veranschaulichung von Funktionszusammenhängen komplexer Systeme. Häufig reicht ein elektrischer Schaltplan für das Verständnis nicht aus. Bei der Realisierung elektronischer Komponenten ist ein Schaltplan dennoch erforderlich, da er auch als Grundlage für die Schaltungssynthese (z. B. Leiterplattenlayout) dient.

## Blockschaltbilder in der Regelungstechnik

Der Regelkreis, ein Blockschaltbild

In der Regelungstechnik werden Blockschaltbilder mit mathematischer Beschreibung verwendet. Diese werden Signalflussplan genannt. Dort stehen die Rechtecke (Knoten, Blöcke) für dynamische oder statische Systeme, die Pfeile (gerichtete Kanten) stellen Kopplungen zwischen den Systemen dar. Jeder Block verfügt über zeitlich veränderliche Eingangs- und Ausgangssignale.
Die kausale Wirkrichtung der Signale ist eindeutig durch die Pfeilrichtung festgelegt. Bei der Erstellung des Blockschaltbilds wird angenommen, dass der nachfolgende Systemteil (Belastung) keine Auswirkung auf den Ausgang eines Blocks hat, der Block also rückwirkungsfrei ist. Der Pfeil zeigt vom Entstehungspunkt des Signals auf jenen Block, in dem das Signal Ursache anderer Vorgänge ist.
Ein Block kann mehrere Teilsysteme zusammenfassen oder ein elementares Übertragungsglied darstellen. Eine Übersicht der Übertragungsglieder gibt es im Artikel Signalflussplan. Mithilfe der Signalflussalgebra kann aus dem Blockschaltbild die Übertragungsfunktion des Gesamtsystems ermittelt werden.